# Al-Barudijja (Aleppo)
Al-Barudijja (arab. البارودية) – wieś w Syrii, w muhafazie Aleppo, w dystrykcie Ajn al-Arab. W 2004 roku liczyła 162 mieszkańców.